# امبيض

تعديل مصدري - تعديل

امبيض هي إحدى قرى عزلة جيشان بمديرية جيشان التابعة لمحافظة أبين، بلغ تعداد سكانها 125 نسمة حسب تعداد اليمن لعام 2004.